# Ewiges Meer
Ewiges Meer este o arie protejată (arie de protecție specială avifaunistică — SPA) din Germania întinsă pe o suprafață de 1.286 ha, integral pe uscat.

## Localizare
Centrul sitului Ewiges Meer este situat la coordonatele 53°32′18″N 7°26′19″E / 53.5383°N 7.4386°E.

## Înființare
Situl Ewiges Meer a fost declarat arie de protecție specială avifaunistică în iunie 2001 pentru a proteja 12 specii de animale.

## Biodiversitate
Situată în ecoregiunea atlantică, aria protejată nu include niciun habitat protejat.
La baza desemnării sitului se află mai multe specii protejate de  păsări (12): ciocârlie-de-câmp (Alauda arvensis), rață mică (Anas crecca crecca), Anas platyrhynchos platyrhynchos, rața moțată (Aythya fuligula), chirighiță neagră (Chlidonias niger), șoimul rândunelelor (Falco subbuteo), becațină comună (Gallinago gallinago), sfrâncioc roșiatic (Lanius collurio), Numenius arquata arquata, mărăcinar (Saxicola rubetra), mărăcinar negru (Saxicola torquatus), nagâț (Vanellus vanellus).